# Eucelatoria nana
Eucelatoria nana là một loài ruồi trong họ Tachinidae.